# Či Haotjan
Či Haotjan (poenostavljena kitajščina: 迟浩田; tradicionalna kitajščina: 遲浩田; pinjin: Chí Hàotián), kitajski general, * 9. julij 1929, Džaojuan, Šandong, Kitajska.
Či Haotjan je bil vodja Generalštabnega oddelka Ljudske osvobodilne armade (1987-92) in minister za obrambo Ljudske republike Kitajske (1993-2003).
Bil je tudi član 12., 13., 14. in 15. centralnega komiteja Komunistične partije Kitajske.